# Moenkhausia eurystaenia
Moenkhausia eurystaenia är en fiskart som beskrevs av Marinho 2010. Moenkhausia eurystaenia ingår i släktet Moenkhausia och familjen Characidae. Inga underarter finns listade i Catalogue of Life.